# 공명 (1994년)
공명(孔明, 1994년 5월 26일 ~ )은 대한민국의 배우이다. 그룹 서프라이즈의 멤버였다. 2013년 웹 드라마 《방과 후 복불복》으로 데뷔했으며, 영화 《수색역》, 《극한직업》 드라마 《딴따라》, 《혼술남녀》(2016), 《개인주의자 지영씨》(2017) 등에 출연했다. 정치인 · 왕족 역할을 잘 소화해 낸다. 《홍천기》(2021)에서 양명대군 역할을 폭넓게 소화해냈다.

## 학력
- 토평초등학교 (졸업)
- 구리중학교 (졸업)
- 토평고등학교 (졸업)
- 동서울대학교 (연기예술학 / 전문학사)

## 출연작

### 드라마
| 연도 | 방송사                     | 제목                                    | 역할            | 비고            |
| ---- | -------------------------- | --------------------------------------- | --------------- | --------------- |
| 2013 | 빈칸                       | 웹드라마 《방과 후 복불복》             | 공명            | 시즌 1,2        |
| 2013 | 네이버TV                   | 웹드라마 《무한동력》                   | 한수동          | 6부작 (보기)    |
| 2014 | KBS2                       | KBS 드라마 스페셜 - 《보미의 방》       | 아이돌배우 공명 | 1부작, 우정출연 |
| 2015 | MBC                        | 월화드라마 《화정》                     | 자경            |                 |
| 2015 | MBC                        | 일일특별기획 《아름다운 당신》          | 차태우          |                 |
| 2016 | MBC                        | 일일특별기획 《아름다운 당신》          | 차태우          |                 |
| SBS  | 특집극 《미스터리 신입생》 | 이민성                                  |                 |                 |
| SBS  | 드라마스패셜《딴따라》     | 카일(이방글)                            |                 |                 |
| tvN  | 월화드라마 《혼술남녀》    | 진공명                                  |                 |                 |
| 2017 | KBS2                       | 월화드라마 《개인주의자 지영씨》        | 박벽수          |                 |
| 2017 | tvN                        | 월화드라마 《하백의 신부 2017》         | 비렴            |                 |
| 2017 | oksusu                     | 웹드라마 《뇌맘대로 로맨스 LR》         | L               |                 |
| 2017 | tvN                        | 토일드라마 《변혁의 사랑》              | 권제훈          |                 |
| 2018 | KBS2                       | 수목드라마 《죽어도 좋아》              | 강준호          |                 |
| 2019 | JTBC                       | 금토드라마 《멜로가 체질》              | 추재훈          |                 |
| 2020 | JTBC                       | 월화드라마 《행복의 진수》              | 남궁진수        |                 |
| 2021 | SBS                        | 월화드라마 《홍천기》                   | 양명대군 이율   |                 |
| 2025 | TVING                      | 오리지널 드라마 《내가 죽기 일주일 전》 | 김람우          | 6부작           |
| 2025 | tvN                        | 월화 드라마 《금주를 부탁해》           | 서의준          | 12부작          |
| 2025 | 넷플릭스                   | 금요드라마 《광장》                     | 구준모          |                 |

### 영화
| 연도 | 제목                     | 역할              | 비고                        |
| ---- | ------------------------ | ----------------- | --------------------------- |
| 2013 | 《어떤 시선》            | 선재              | 옴니버스 영화 (seg. 얼음강) |
| 2014 | 《도희야》               | 권의경            |                             |
| 2014 | 《이것이 우리의 끝이다》 | 기철(입대남)      |                             |
| 2016 | 《수색역》               | 상우              |                             |
| 2019 | 《극한직업》             | 김재훈 형사       |                             |
| 2019 | 《기방도령》             | 유상              |                             |
| 2022 | 《한산: 용의 출현》      | 이억기            |                             |
| 2022 | 《20세기 소녀》          | 소개팅 남(정운호) | 특별출연                    |
| 2023 | 《킬링 로맨스》          | 김범우            |                             |
| 2023 | 《노량: 죽음의 바다》    | 이억기            | 특별출연                    |
| 2024 | 《 시민덕희 》           | 재민              |                             |

### 텔레비전 프로그램
| 연도        | 방송사   | 제목                                | 날짜                                     | 역할        |
| ----------- | -------- | ----------------------------------- | ---------------------------------------- | ----------- |
| 2013        | KBS2     | 출발드림팀2                         | 12월 22일                                | 게스트      |
| 2014        | MBC      | 설특집 아이돌스타 육상 선수권 대회  | 1월 30일                                 | 게스트      |
| 2014        | SBS      | 슈퍼주니어M의 게스트하우스          | 12월 28일                                | 게스트      |
| 2015        | tvN      | 눈치왕                              | 1월 10일                                 | 게스트      |
| 2015        | JTBC     | 현생인류보고서 - 타인의취향         | 12월 27일                                | 게스트      |
| 2016        | KBS2     | 대국민 토크쇼 안녕하세요            | 7월 18일 (보기)                          | 게스트      |
| 2016        | SBS      | 보컬 전쟁: 신의 목소리              | 7월 27일, 8월 3일                        | 게스트      |
| 2016        | On Style | 매력티비                            | 8월 24일 ~ 11월 16일 (공명티비)          | 고정        |
| 2016        | SBS      | 추석특집 내일은 시구왕              | 9월 14일                                 | 게스트      |
| 2016        | tvN      | 내 귀에 캔디                        | 11월 3일, 11월 10일 (선공개)             | 게스트      |
| 2016        | KBS2     | 연예가 중계 - 김생민의 베테랑       | 11월 19일 (하이라이트)                   | 게스트      |
| 2016        | SBS      | 백종원의 3대 천왕                   | 12월 10일                                | 게스트      |
| 2016        | MBC      | 섹션TV 연예통신 - 아이스링크 데이트 | 12월 25일                                | 게스트      |
| 2016 ~ 2017 | MBC      | 우리 결혼했어요 시즌 4              | 12월 10일 ~ 5월 6일 (예고) (with 정혜성) | 고정        |
| 2017        | SBS      | 정글의 법칙 in 코타 마나도 29기     | 1월 6일 ~ 2월 3일                        | 게스트      |
| 2017        | JTBC2    | 송지효의 뷰티뷰                     | 1월 19일 ~ 3월 23일 (with 송지효)        | MC          |
| 2017        | tvN      | 인생술집                            | 10월 12일                                | 게스트      |
| 2019        | SBS      | 런닝맨                              | 1월 20일                                 | 게스트      |
| 2021        | MBC      | 전지적 참견시점                     | 9월 11일 ~ 9월 18일                      | 게스트      |
| 2021        | SBS      | 꼬리에 꼬리를 무는 그날 이야기      | 11월 4일                                 | 이야기 친구 |
| 2021 ~ 2022 | tvN      | 바퀴달린 집3                        | 10월 14일 ~ 1월 6일                      | 고정        |
| 2024        | ena      | 지구마불 세계여행 2                 | 3월 30일 ~ 5월 4일                       | 여행 파트너 |

### 웹예능
| 연도 | 방송사 | 제목              | 날짜    | 역할   |
| ---- | ------ | ----------------- | ------- | ------ |
| 2025 | 유튜브 | 나영석의 와글와글 | 5월 6일 | 게스트 |

### 라디오 프로그램
| 연도 | 방송사     | 제목                        | 날짜              | 역할   |
| ---- | ---------- | --------------------------- | ----------------- | ------ |
| 2016 | SBS 파워FM | 《최화정의 파워타임》       | 7월 29일          | 게스트 |
| 2016 | SBS 파워FM | 《김창렬의 올드스쿨》       | 9월 27일          | 게스트 |
| 2017 | KBS 쿨FM   | 《이홍기의 키스 더 라디오》 | 1월 4일 (보라)    | 게스트 |
| 2019 | SBS 파워FM | 《최화정의 파워타임》       | 1월 22일          | 게스트 |
| 2019 | SBS 파워FM | 《두시탈출 컬투쇼》         | 1월 23일          | 게스트 |
| 2019 | SBS 파워FM | 《정소민의 영스트리트》     | 1월 30일, 6월 6일 | 게스트 |
| 2024 | SBS 파워FM | 《두시탈출 컬투쇼》         | 1월 24일          | 게스트 |
| 2024 | SBS 파워FM | 《최화정의 파워타임》       | 1월 26일          | 게스트 |
| 2024 | SBS 파워FM | 《박하선의 씨네타운》       | 2월 8일           | 게스트 |

### 뮤직 비디오
| 연도 | 가수               | 곡명                             |
| ---- | ------------------ | -------------------------------- |
| 2012 | 헬로비너스         | Venus                            |
| 2012 | 애프터스쿨         | Flashback                        |
| 2014 | 서프라이즈         | From my heart                    |
| 2014 | 토이 (with 성시경) | 세사람                           |
| 2014 | 토이 (with 이적)   | Reset                            |
| 2020 | 10cm               | 입김                             |
| 2021 | 규현               | 마지막 날에 (Moving On)          |
| 2021 | 규현               | 커피 (Coffee)                    |
| 2021 | 규현               | 투게더 (Together)                |
| 2022 | 규현               | 연애소설 (Love Story)            |
| 2022 | 규현               | 4 Season Project 季 "Love Story" |

## 광고
| 연도        | 기업명           | 제품명                                        | 종류             | 공동 출연                  | 링크                                        |
| ----------- | ---------------- | --------------------------------------------- | ---------------- | -------------------------- | ------------------------------------------- |
| 2014        | SK텔레콤         | SK텔레콤 : 30주년                             | 통신사           |                            | 엘리베이터 편                               |
| 2014        | 네이버           | 네이버스토리                                  | 포털사이트       |                            | 직장생활 편 보관됨 2016-09-21 - 웨이백 머신 |
| 2015        | 이베이코리아     | G마켓×서피스 3 슈퍼브랜드 딜                  | 오픈 마켓        | 채수빈                     | 썸확인법 편                                 |
| 2016        | 빙그레           | 바나나맛 우유 채워바나나                      | 우유             |                            | 인턴 편                                     |
| 2016 ~ 2017 | ㈜제이엘벤처스   | BONNARD                                       | 화장품           | 강태오                     | 지면광고                                    |
| 2017        | (주)에프알제이   | FRJ Jeans                                     | 의류             | 여름                       | S/S                                         |
| 2017        | (주)SF글로비즈   | 블루마운틴                                    | 슈즈             | 차은우, 최유정, 김도연     | 이거 하나면 돼 편                           |
| 2017        | 남양유업         | 오미남 오미녀                                 | 우유             | 정혜성                     | 이 맛에 빵 터지다 편                        |
| 2017        | 이베이코리아     | G마켓×캐리비안베이+에버랜드 슈퍼브랜드딜      | 오픈 마켓        | 정혜성                     | #1 #2                                       |
| 2017        | 이베이코리아     | G마켓 인텔 모던디바이스                       | 오픈 마켓        | 정혜성                     | 브랜드를 다담다 인텔 편                     |
| 2017 ~ 2018 | 엘앤피코스메틱   | 메디힐                                        | 마스크팩         | 지우                       | #2 #3 #4 #5 #6 #7 #8                        |
| 2017 ~ 2018 | 엘앤피코스메틱   | 메디힐                                        | 마스크팩         | 지우                       | #1 #2 #3                                    |
| 2019        | (주)LF           | 헤지스맨 RULE429                              | 화장품           |                            | RULE429 × 공명                              |
| 2021        | 코오롱인더스트리 | 에피그램                                      | 의류             | 정호연                     | #1 #2                                       |
| 2021        | KT               | DIGICO KT × 극한직업 (푸티지광고)             | 인터넷통신서비스 | 진선규, 이동휘             | #                                           |
| 2021        | KB국민카드       | KB국민카드 KeeB카드                           | 카드             | 주현영                     | 그렇게 나는 꺼졌다 편                       |
| 2021        | 코오롱FnC        | 코오롱몰                                      | 쇼핑몰           | 배윤영                     | 보는 눈 있네 편                             |
| 2021        | 쉐보레           | 2022 리얼 뉴 콜로라도×바퀴달린집 (푸티지광고) | 자동차           |                            | 공명이 이토록 감탄하는 이유는?편            |
| 2021        | 아벤느           | 아벤느 #촉촘촉촘                              | 화장품           |                            | 겨울 피부 완벽 깐부 편                      |
| 2022        | 아벤느           | 아벤느 클리낭스 아쿠아 크림-인-젤             | 화장품           | 클리낭스 아쿠아 크림-인-젤 |                                             |
| 2023        | 와이드모바일     | 와이파이 도시락                               | 와이파이 서비스  |                            |                                             |

## 기타
- 2015년 쇼베 크리에이티브 모바일 시네마게임 《도시를 품다》 지오 역
- 2016년 5월~10월 MUSIC ON! TV 《韓ON! ファイティン!!》 MC (with 5urprise)
- 2017년 1월 23일 네이버 V 《GONGMYEONG's LieV - 공명의 눕방 라이브!》

### 화보
서프라이즈 (그룹)
- 2013년 9월호 《singles》
- 2013년 9월호 《하퍼스바자》
- 2013년 10월호 《어반라이크》
- 2014년 12월호 《Sure》
- 2015년 145호 《하이컷》
- 2015년 9월호 《케이웨이브》
- 2016년 171호 《하이컷》

솔로 (단독)
- 2013년 12월호 《맥스무비》
- 2014년 137호 《하이컷》 (with 유일, 서강준)
- 2015년 4월호 《쎄씨》 (with 서강준)
- 2015년 7월호 《앳스타일》 (with 박한별)
- 2016년 3월 《bnt》
- 2016년 4월호 《쎄씨》
- 2016년 5월호 《마리끌레르》
- 2016년 116호 《1st look》
- 2016년 10월호 《쎄씨》
- 2016년 12월호 《쎄씨》
- 2016년 12월호 《Grazia》
- 2016년 12월호 《인스타일》
- 2017년 2월호 《쎄씨》 골든디스크 특집
- 2017년 191호 《하이컷》
- 2017년 4월호 《마리끌레르》
- 2017년 9월호 《엘르》
- 2017년 10월호 《인스타일》
- 2018년 5월호 《코스모폴리탄》 (with 이태환)
- 2019년 2월호 《엘르》 (with 류승룡, 이하늬, 진선규, 이동휘)
- 2019년 2월호 《에스콰이어》
- 2019년 3월호 《NYLON》
- 2019년 4월호 《더스타》1
- 2019년 5월호 《NYLON》
- 2019년 174호 《1st look》
- 2019년 7월호 《그라치아》1 2
- 2021년 5월호 《더블유》 (with 도영)
- 2021년 6월호 《더스타》
- 2021년 10월호 《지큐 코리아》
- 2021년 12월호 《보그 코리아》
- 2024년 2월호《마리끌레르 코리아》

## 홍보대사
- 2015년 10월 《제8회 서울노인영화제》 홍보대사 (with 조수향)
- 2017년 11월 《다빈치 얼라이브:천재의 공간》展 홍보대사 및 한국어 오디오 가이드 녹음 (with 강한나)

## 수상 및 후보
| 연도 | 시상식                                         | 부문                                   | 작품               | 결과 |
| ---- | ---------------------------------------------- | -------------------------------------- | ------------------ | ---- |
| 2016 | 제1회 아시아 아티스트 어워즈                   | 드라마부문 신인상                      | 혼술남녀           | 후보 |
| 2017 | 제53회 백상예술대상                            | TV부문 남자 신인연기상                 | 혼술남녀           | 후보 |
| 2017 | 제24회 아시아문화경제대상                      | 문화외교부문 배우상                    | 빈칸               | 수상 |
| 2017 | KBS 연기대상                                   | 남자 연작·단막극상                     | 개인주의자 지영씨  | 후보 |
| 2019 | 제55회 백상예술대상                            | 영화부문 남자 신인연기상               | 극한직업           | 후보 |
| 2019 | 제24회 춘사영화제                              | 신인남우상                             | 극한직업           | 수상 |
| 2019 | 제28회 부일영화상                              | 신인남자연기상                         | 극한직업           | 후보 |
| 2019 | 제28회 부일영화상                              | 남자 인기스타상                        | 극한직업           | 후보 |
| 2019 | 제40회 청룡영화상                              | 신인남우상                             | 극한직업           | 후보 |
| 2019 | 제19회 대한민국청소년영화제                    | 남자 신인배우 부문 인기영화인상        | 극한직업, 기방도령 | 수상 |
| 2019 | 제8회 대한민국 베스트 스타상(한국영화배우협회) | 베스트 신인상                          | 극한직업           | 수상 |
| 2020 | 제56회 대종상                                  | 신인남우상                             | 극한직업           | 후보 |
| 2021 | SBS 연기대상                                   | 미니시리즈 장르&판타지 남자 우수연기상 | 홍천기             | 후보 |
| 2022 | 2022 대한민국 퍼스트브랜드 대상                | 남자배우(라이징 스타)                  |                    | 수상 |
| 2022 | 2022 대한민국 퍼스트브랜드 대상                | 멀티테이너(남)                         |                    | 수상 |